# 律政劇

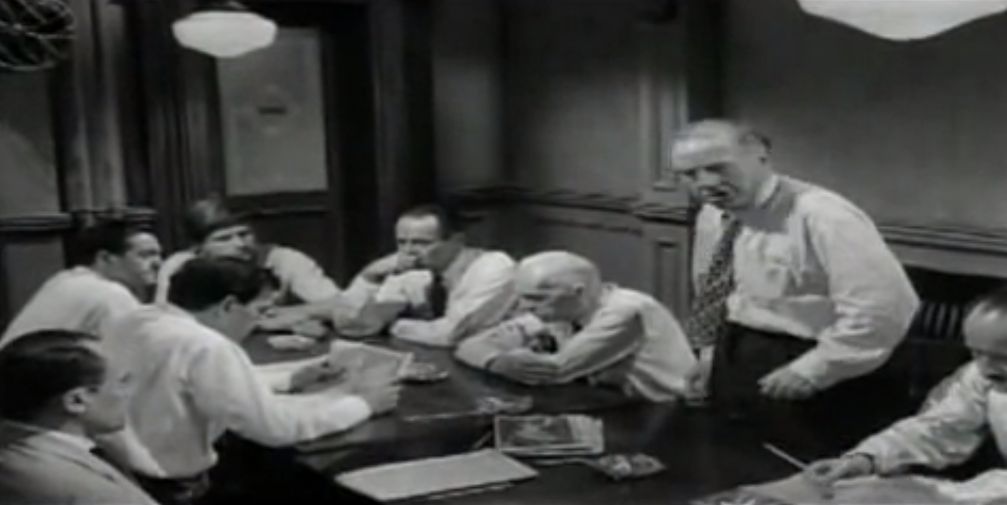
1957年獲獎影片《十二怒漢的場景，一部關於陪審團審理謀殺案的電影

律政劇（英語：Legal drama）是一種電影和電視類型，通常側重於有關法律實踐和司法系統的敘述。 美國電影協會（AFI）將“法庭戲劇”定義為一部電影類型，其中司法系統在電影敘事中起著關鍵作用 。法律劇也追隨虛構的律師、被告、原告或其他與電視節目或電影中的法律實踐有關的人的生活。 警察的法律行為，或可能包括法律程序的任何階段，如陪審團審議或律師事務所的工作。 一些法律劇集虛構了已經提起訴訟的真實案件，例如戲劇變身電影“繼承風”，虛構了猴子審判。 作為一種類型，“法律戲劇”一詞通常適用於電視節目和電影，儘管法律驚悚片通常指的是小說和戲劇。

## 分類
電影
- 《情婦》1957年美國黑白電影。
- 《十二怒漢》1957年美國黑白電影。
- 《控方证人》1957年美國黑白電影。
- 《桃色血案》1962年美國黑白電影。
- 《梅岡城故事》1962年美國黑白電影。
- 《克拉瑪對克拉瑪》1979年美國電影。
- 《軍官與魔鬼》1992年美國電影。
- 《費城》1993年美國電影。
- 《一級恐懼》1996年美國電影。
- 《芝加哥七君子审判》2020年美國電影。
- 《阿根廷，1985》2022年阿根廷電影。

影集
- 《絕命律師》2015年AMC《絕命毒師》衍生前傳。
- 《法庭女王》2009年CBS (電視網)電視劇。
- 《傲骨之戰》2017年《法庭女王》衍生續劇。
- 《無照律師》2011年USA電視台電視劇。
- 《謀殺入門課》2014年ABC電視劇。
- 《指定倖存者 (電視劇)》2016年ABC電視劇。
- 《法官大人》2020年Showtime迷你電視劇。

## 資料
1. ↑  . www.afi.com.   [2018-07-01]. （原始内容存档于2018-09-30）.